# Discocerina turgidula
Discocerina turgidula är en tvåvingeart som beskrevs av Cresson 1940. Discocerina turgidula ingår i släktet Discocerina och familjen vattenflugor. Inga underarter finns listade i Catalogue of Life.